# شورتوگای

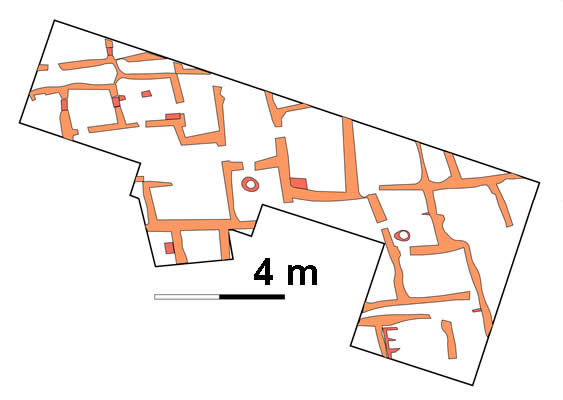
نمایی از قسمت‌های حفاری شده شورتوگای

شورتوگای (به لاتین: Shortugai) یک محوطه باستانی در افغانستان است که در ولایت تخار واقع شده‌است. این سکونتگاه متعلق به تمدن دره سند است که در سال ۲٬۰۰۰ پ.م. در کنار رود آمودریا و نزدیک معادن لاجورد در شمال افغانستان شکل گرفته‌است.